# Rhipidura fuscorufa
Rhipidura fuscorufa là một loài chim trong họ Rhipiduridae.